# Augustinus Hunnaeus

De sacramentis ecclesia Christi axiomata, 1596

Augustinus Hunnaeus ou Hunnäus, né le 29 juillet 1521 et mort le 10 septembre 1577 ou le 8 septembre 1578, est un théologien belge.

## Biographie
Hunnaeus naît à Malines en 1521. Après avoir fréquenté l'école dans sa ville natale, il étudie la théologie à l'Université de Louvain, où il devient Philosophiæ doctor. Il enseigne le grec et l'hébreu au Gymnasium castrense de Louvain. Plus tard, il devint professeur de théologie à l'université locale.
Il est l'un des Syncretists de son temps, dont le travail est basé sur Aristote et Petrus Hispanus.
Il contribue à la Bible polyglotte d'Anvers, une Bible polyglotte imprimée par Christophe Plantin à Anvers. 

## Œuvres
- De disputatione inter disceptantes, dialectice instituenda, libellus. Praeterea fundamentum logices, 1551
- Avgvstini Hvnaei Dialectica Sev, Generalia Logices praecepta omnia, quaecunq[ue] praecipuè ex toto Aristotelis organo, ad ediscendum proponi consueuerunt: Priùs quidem iuxta ueterem translationem impressa, nunc uerò ad Ioachimi Perionij & Nicolai Grouchij uersionem accomodata ..., 1552
- Ordo série ac quinque nouorum indicum generalium diu multum que hactenus un studiosis desideratorum et nunc magna accesione dans singulis suis partibus locupletatorum, 1582
- Augustinus Hunnaeus, De sacramentis ecclesiae Christi axiomata, Venetiis, Francesco senese De Franceschi, 1596 (lire en ligne)